# Comté d'Alamosa
Le comté d'Alamosa est un comté du Colorado. Son siège est la ville d'Alamosa.

## Démographie
| 1920  | 1930  | 1940   | 1950   | 1960   | 1970   |
| ----- | ----- | ------ | ------ | ------ | ------ |
| 5 148 | 8 602 | 10 484 | 10 531 | 10 000 | 11 422 |

| 1980   | 1990   | 2000   | 2010   | - | - |
| ------ | ------ | ------ | ------ | - | - |
| 11 799 | 13 617 | 14 966 | 15 445 | - | - |

## Photos

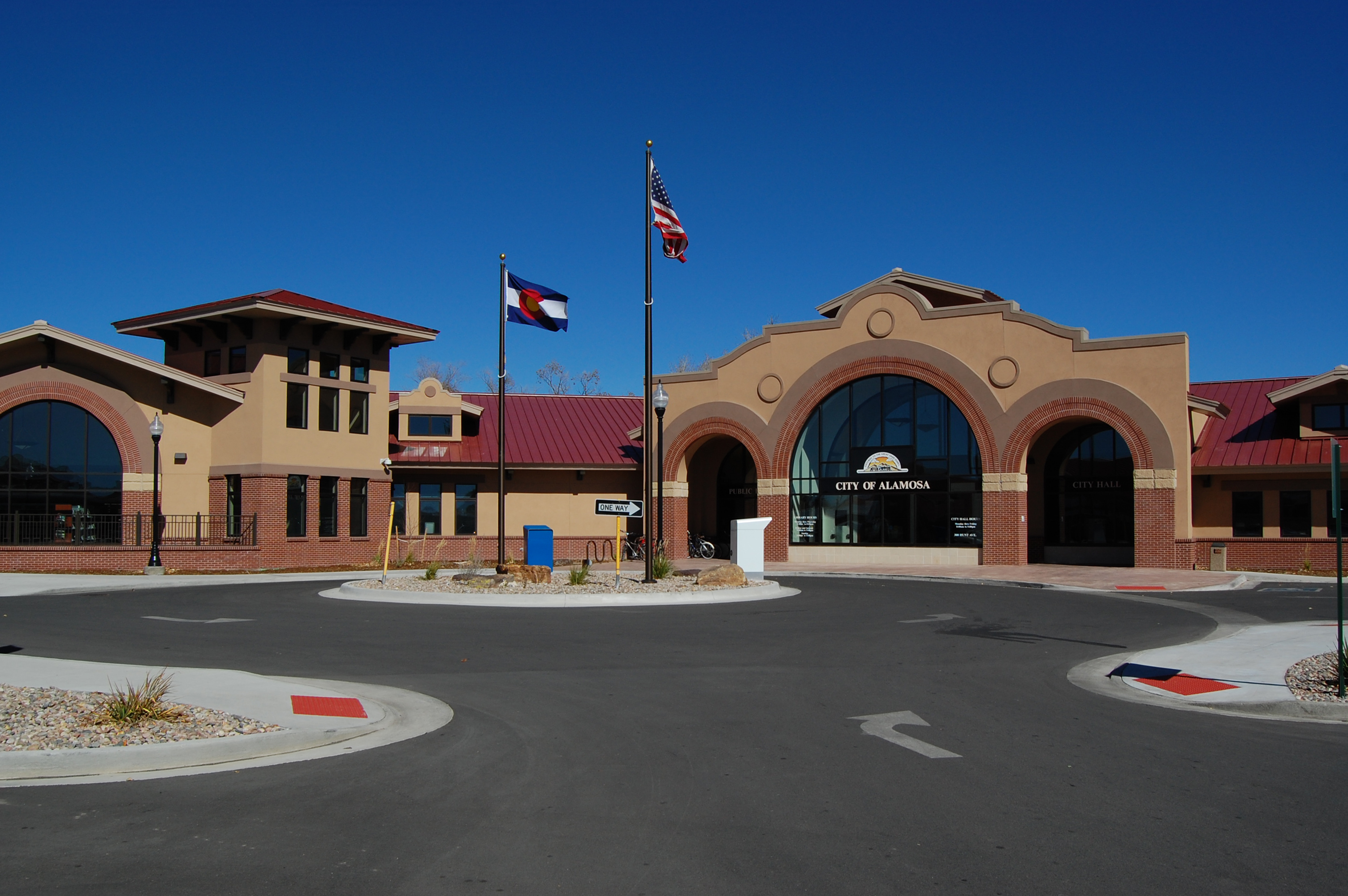
L'hôtel de ville d'Alamosa.
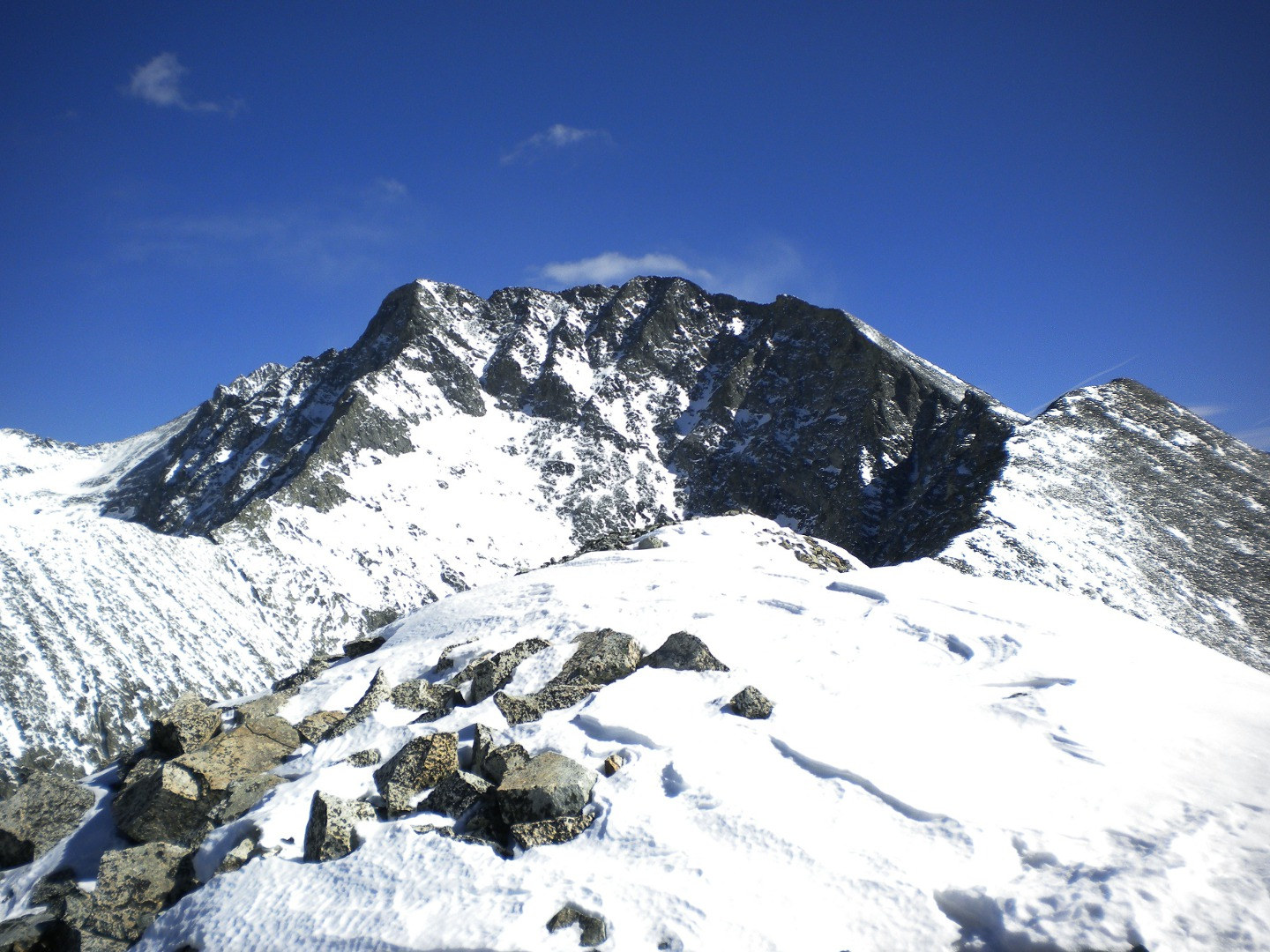
Le pic Little Bear vu du sud-ouest.
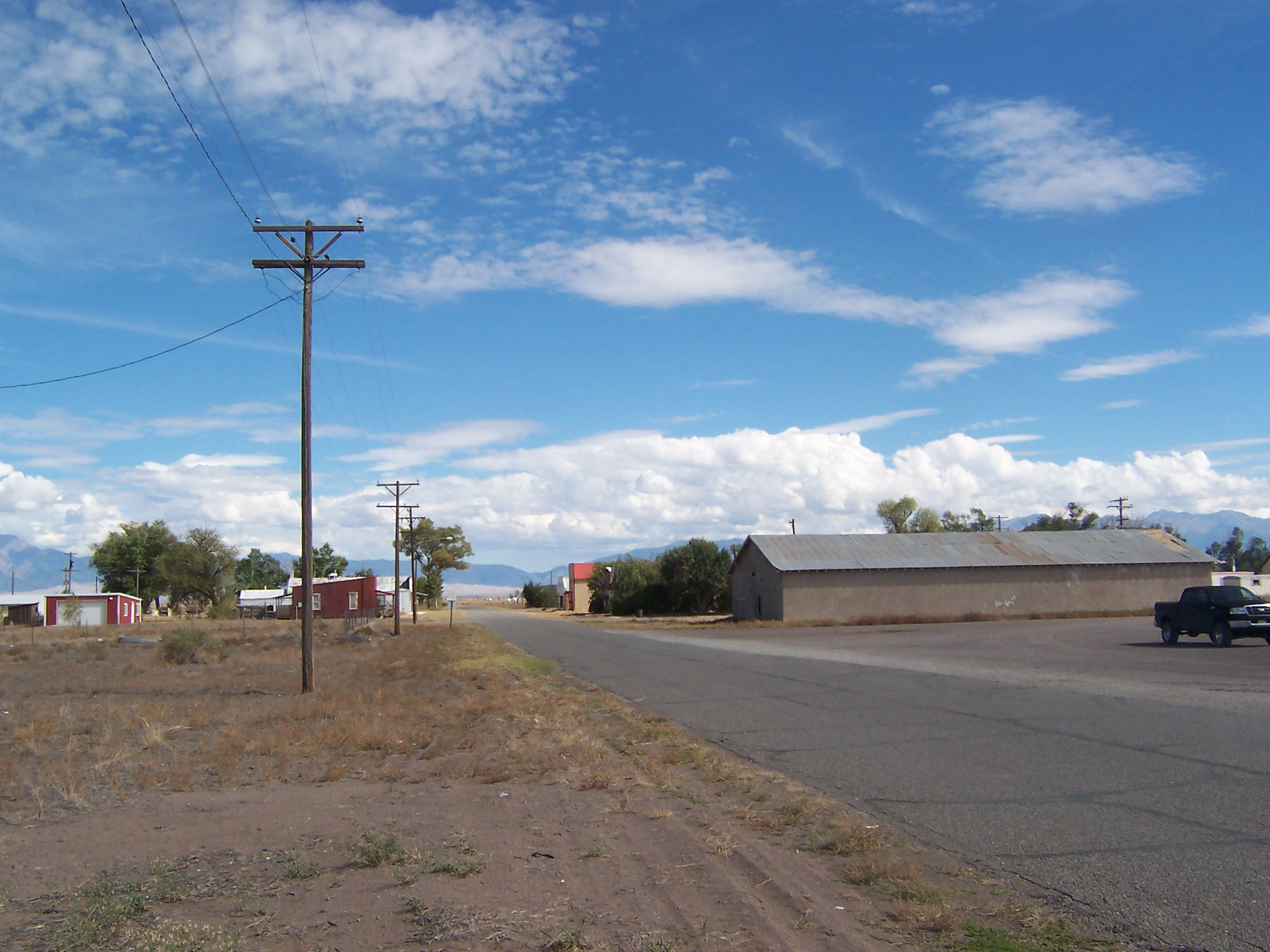
Rue principale de Hooper.
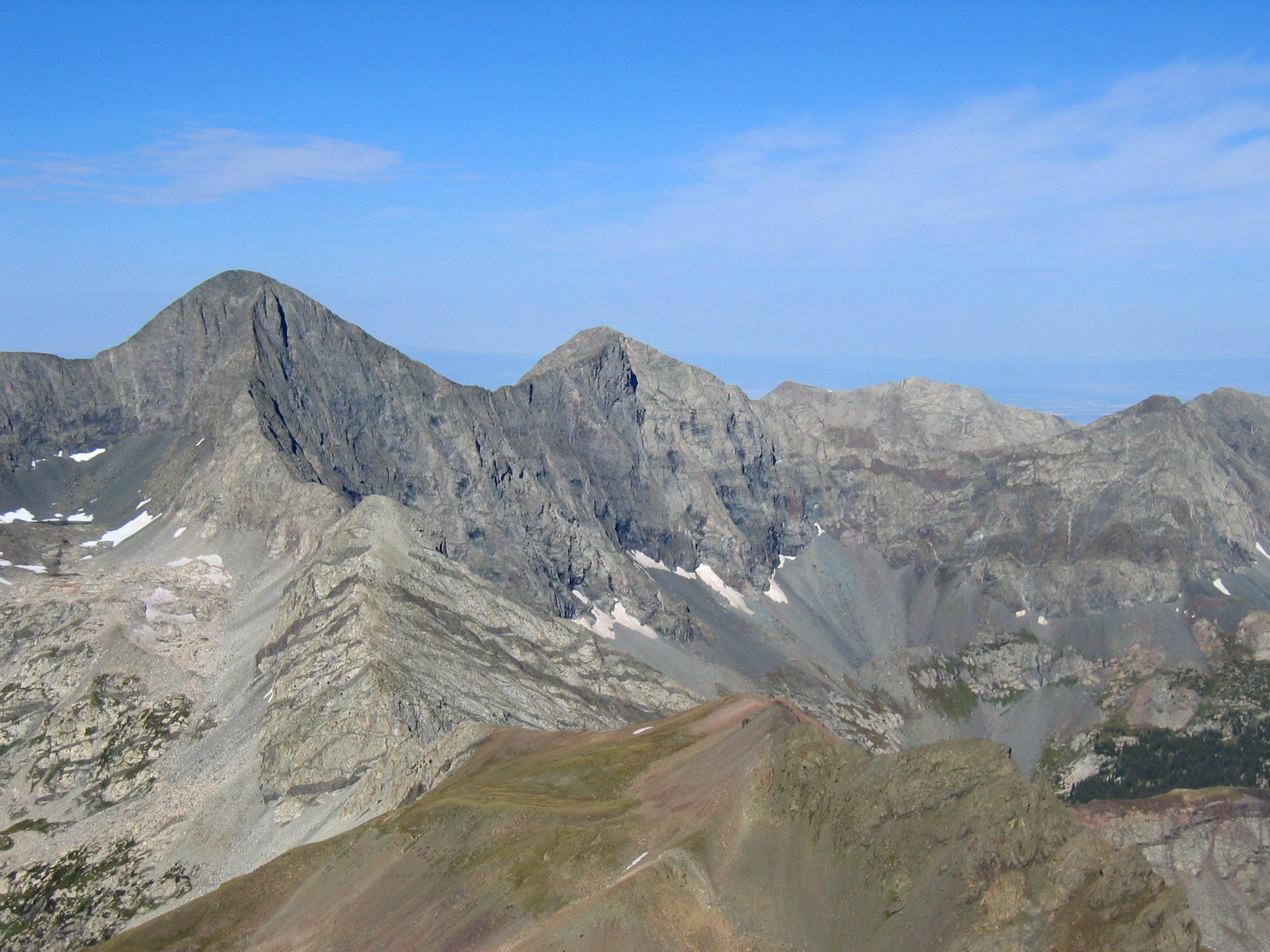
Le pic Blanca, à gauche, et la pointe Ellingwood, au centre.
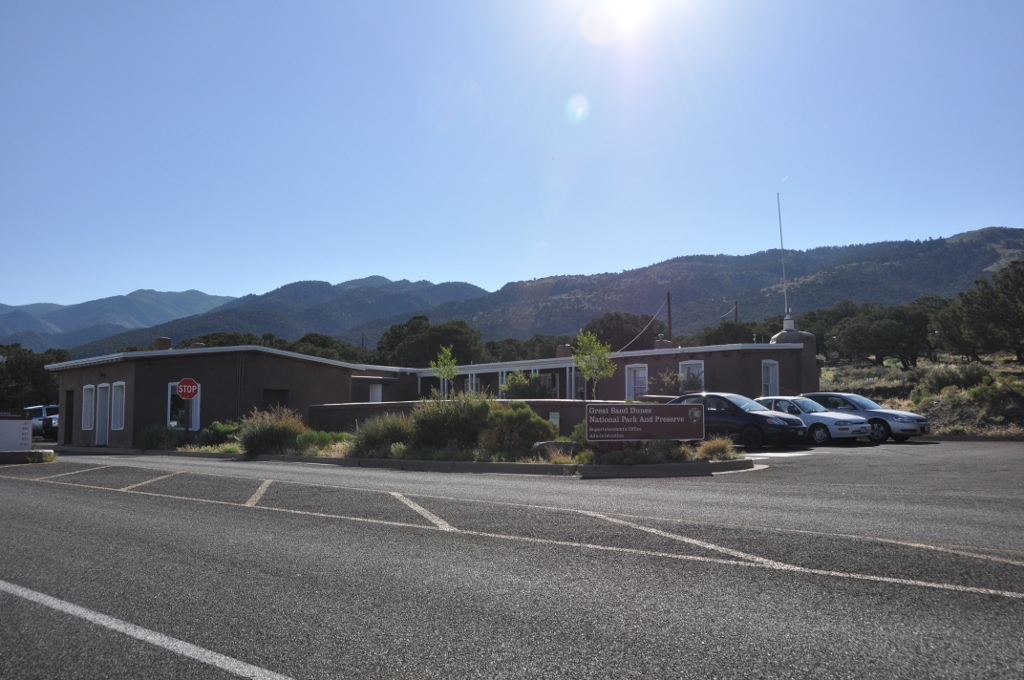
Superintendent's Residence.